# Ottmar Dittrich
Ottmar Dittrich (auch Ottomar Johann Peter; * 12. November 1865 in Wien; † 16. Oktober 1951 in Marburg) war ein Sprachwissenschaftler und Philosoph an der Universität Leipzig.

## Leben und Werk
1884 bis 1887 studierte er Klassische Philologie und Germanistik in Wien. Nach einem Studienabbruch wurde er Übersetzer und arbeitete ab 1893 als Redakteur am Bibliografischen Institut Leipzig. 1898 erfolgte die Promotion zum Dr. phil. an der Universität Leipzig „Über Wortzusammensetzung auf Grund der neufranzösischen Schriftsprache. I. Die Gegenstandsnamen mit Ausschluß der Erinnerungsnamen“. 1904 folgte die Habilitation für Sprachwissenschaft an der Universität Leipzig „Über Wortzusammensetzung auf Grund der neufranzösischen Schriftsprache IV. Schluß der Substantiva, Pronomina, Adjektiva, Verba.“ Darauf war er bis 1910 Privatdozent und von 1910 bis 1933 beamteter außerordentlicher Professor für Sprachwissenschaft und Philosophie an der Universität Leipzig.
1916 sah er in der Tradition Johann Gottlieb Fichtes ein Motiv zur Fortsetzung des Weltkrieges in der Verhinderung einer einzigen angelsächsischen Weltherrschaft im Interesse der kulturellen Vielfalt durch einen "mitteleuropäischen Block" unter deutscher Führung. 1919 zeigte er sich bereit, an Plänen zur sächsischen Hochschul- und Schulreform nach der Revolution 1918/19 mitzuwirken. Am 10. Mai 1933 wurde er auf eigenen Wunsch vom 8. April 1933, um seine Geschichte der Ethik zu vollenden, ordnungsgemäß aus Altersgründen rückwirkend zum 1. April emeritiert. Die Philosophische Fakultät wollte aus politischen Gründen sein Extraordinariat für Philosophie in eines für politische Pädagogik umwandeln. Im November 1933 unterzeichnete Dittrich das Bekenntnis der Professoren an den deutschen Universitäten und Hochschulen zu Adolf Hitler. Er gehörte zu den Leoniden in Leipzig.
Seine Geschichte der Ethik weist ihn als idealistischen, rein philosophiehistorisch urteilenden Philosophen aus. Mit Blick auf die „wahre innere Gemeinsamkeit“ wollte er die Unterschiede der moralischen Systeme weitgehend aufheben. Darin kann er als Vorläufer des „Weltethos“ von Hans Küng gesehen werden.

## Publikationen (Auswahl)
- Grundzüge der Sprachpsychologie, Halle a.S. 1903. Bd. 1, Einleitung und allgemeinpsychologische Grundlegung ; [Abt. 1] (Digitalisat). Grundzüge der Sprachpsychologie [2]. Bilderatlas zum ersten Bande, Niemeyer, Halle a. S., 1903 (Digitalisat).
- Die Grenzen der Geschichte. Ein programmatischer Versuch, Leipzig 1905.
- Die Probleme der Sprachpsychologie und ihre gegenwärtigen Lösungsmöglichkeiten, Leipzig 1913 (Digitalisat).
- Neue Reden an die deutsche Nation, 1916
- Geschichte der Ethik. Systeme der Moral vom Altertum bis zur Gegenwart, 4 Bde., Leipzig 1923–1932.
- Luthers Ethik in ihren Grundzügen dargestellt, Leipzig 1930.

## Einzelbelege
1. ↑  siehe Hessisches Staatsarchiv Marburg (HStAMR), Best. 915 Nr. 5783, S. 260 (Digitalisat).
2. ↑  Tilitzki: Universitätsphilosophie, Bd. 1, S. 49f (Lebenslauf), 406, 502, 602
3. ↑  eda., S. 614; der Plan scheiterte 1934. Vgl. Carsten Heinze: Die Pädagogik an der Universität Leipzig in der Zeit des Nationalsozialismus. Bad Heilbrunn/Obb. 2001, S. 25.
4. ↑  eda., S. 49f Anm. 22